# Blood (spanische Band)
Blood ist eine spanische Alternative-Metal-Band, die 1999 in Alicante gegründet wurde und bis 2013 bestand.

## Geschichte
Ihr Debütalbum erschien 2001 bei dem spanischen Undergroundlabel Dynamo Records. Für das zweite Album unterzeichneten sie einen Vertrag bei GOI Records, einem spanischen Musiklabel und Vertrieb, das u. a. auch für Alben von Altaria (Finnland), Arkhon Infaustus und Elend (Frankreich), Bloodbound und Crystal Eyes (Schweden), Blue Tears und Chris Caffery (USA) sowie Herman Frank (Deutschland) und Skyclad (England) verantwortlich zeichnete.
Das dritte Album Seppuku, benannt nach der ritualisierten Art des männlichen Suizids in Japan, wurde im Studio Visual Sorona aufgenommen, für die auf dem Album enthaltenen Remixe wurde Alex Krull (Atrocity, Leaves Eyes) eingeschaltet und das Mastering fand in den Mastersound Studios in Deutschland statt. Als Plattenfirma war Mutant-E Records für den Vertrieb verantwortlich. Mit dem vierten Album X-Cultura veröffentlichten Blood erstmals zwei Platten auf einem Musiklabel. Die Aufnahmen fanden im J.X.-Studio statt, das Mastering lag erneut bei den Mastersound-Studios. Das bislang letzte musikalische Lebenszeichen ist die schlicht selbstbetitelte Kompilation Blood (2013).
Nachdem die Band im Jahr 2013 aufgrund gesundheitlicher Probleme des Sängers mit seiner Stimme eine Pause einlegen musste, verkündete sie zum Jahresende eine Pause „auf unbestimmte Zeit“ (spanisch Blood anuncian un parón indefinido). Neuere Nachrichten zur Zukunft von Blood finden sich seitdem nicht mehr.

## Stil
Als Referenzen für die Einflüsse auf den Sound der Industrial-Band wurden u. a. Rammstein und ähnlich gelagerte Bands wie Ministry und White Zombie herangezogen. Tatsächlich wurden Blood für ihre ersten beiden Alben als „spanische Kopie der berühmten deutschen Gruppe“ (spanisch una copia española del famoso grupo alemán) bezeichnet, die mit dem dritten Album ihre eigene Identität gefunden und sich von der bloßen Kopie entfernt habe.

## Diskografie

### Studioalben
- 2001: 0.08 atm (Dynamo Records)
- 2005: Psike (GOI Music)
- 2008: Seppuku (Mutant-E Records)
- 2011: X-Cultura (Mutant-E Records)
- 2013: Blood (Mutant-E Records)

### Sonstige (Auswahl)
- 2003: Volumen Brutal (Samplerbeitrag, Locomotive Music)
- 2006: G.E.N. (EP, Rompiendo Records)
- 2007: Orgasmatik (Musikvideo)